# Seretse Khama
Sir Seretse Goitsebeng Maphiri Khama, KBE (født 1. juli 1921, død 13. juli 1980) var præsident af Botswana i 1966-80.
Khama blev høvding for Bamangwato-folket som fireårig, med en onkel som regent. Han studerede i Sydafrika og senere England, hvor han mødte og giftedes med Ruth Williams i 1948. På dette tidpunkt var ægteskab mellem en sort mand og en hvid kvinde kontroversiel. Under pres fra Sydafrika – hvor apartheid var statspolitik – måtte familien Khama gå i eksil i 1951.
Khama og hans hustru vendte tilbage til Botswana i 1956, grundlage Bechuanaland Democratic Party i 1961, og vandt parlamentsvalget i 1965. Han blev statsminister, og senere præsident af det uafhængige Botswana, som nu er et af de mest demokratiske og velstående lande i Afrika.
Seretse Khama døde af pancreascancer i 1980. Hans søn, Ian Khama, blev præsident af Botswana i 2008.
I den biografiske kærlighedsdramafilm Kærligheden kender ingen grænser fra 2016, instrueret af Amma Asante, blev Khama spillet af David Oyelowo, og hans hustru Ruth Williams af Rosamund Pike.